# 申紀蘭
申 紀蘭（しん きらん、1929年12月29日 - 2020年6月28日）は、中華人民共和国の政治家、全国人民代表大会代表（13期）。第一回の全国人民代表大会から連続13回も代表に選出されていたため、「中国民主制度の生きた化石」として知られている。

## 略歴
1929年12月、山西省平順県に生まれた。
1950年、互助組に参加。その後、模範労働者の李順達と共同で「西溝金星農林牧生産合作社」を創設、副社長に就任。
1953年、中国共産党に入党、「全国労働模範」称号を獲得。同年4月、全国婦女代表に選ばれ、第二回全国婦女代表大会に出席した。5月19日、中国婦女代表団の一員として、コペンハーゲン首都デンマークで行われた世界婦女大会に出席した。
1973年、山西省婦女連合会主任に任命された。
1983年、長治市人民代表委員会副主任に当選。
2020年6月28日、死去。90歳没。

## 発言
| 「 | 55年間私は共産党を擁護していました。人民代表は党の指示を聞くのは当たり前で、私は反対票を投じたことはありません。（中国語：55年来我非常拥护共产党，当代表就是要听党的话，我从来没有投过反对票。[6]） | 」 |
| 「 | （有権者との）交流はありません。我々は民主的な選挙により選出されたので、（選挙期間に有権者と）交流することはよくないんです。あなたを選ぶ意向がないなら、わざと人におちょっかいを出してはいけません。（中国語：没有。我们这是靠民主选举的，你交流就不合适，不选你，你就不要去“各”（麻烦）人。[7] | 」 |
| 「 | 年金がもらえるのは社会主義国家しかありません。とてもうれしいです。（中国語：能得到养老保险金，只有社会主义国家才能做到这一点，我感到非常高兴。[8]） | 」 |
| 「 | 私はこういう考えがあります。インターネットも管理される必要があり、だれでも自由に使うわけではありません。我々はルールに従ってしないと、良いことも悪くなるので、言いたいことだけを言うのはいけません。我が国は共産党の指導に基づく社会主義国家であり、インターネットに自由にアクセスできるのはあり得ません。組織から許可を受けなければなりません。（中国語：我有个想法，网也应该有人管，不是谁想弄就能弄，咱要按照原则去弄，不要好的弄成坏的了，想说什么就说什么，咱是共产党领导下的社会主义国家。这个网，你谁想上就能上？还是要组织批准呢？）[9] | 」 |

## 家族
夫との間に子女がいないため、兄弟の子など3人を養子にした。
- 長女：邯鄲市にある軍医院の主任医師[4]
- 長男：長治市粮食局党委書記、元『長治日報』紀検組長[4]
- 次女：長治市市政工程処の職員[4]

## 称号・受賞
- 1983年、全国三八紅旗手
- 1979年、全国労働模範
- 1989年、全国労働模範
- 2007年、第一回全国道徳模範
- 2018年、改革先鋒
- 2019年、共和国勲章